# 橋本拳人
橋本 拳人（はしもと けんと、1993年8月16日 - ）は、東京都板橋区出身のプロサッカー選手。Jリーグ・FC東京所属。ポジションはミッドフィールダー（MF）。ボランチを本職とするが、ディフェンダー（センターバック、サイドバック）でも起用される。元日本代表。

## 来歴

### プロ入り前
5歳の時にサッカーを始める。兄の影響でFC東京スクールへ通い始め、2006年より同クラブの下部組織に加入。小学校の時には板橋区を拠点とするアミーゴFC に所属していた。高いボール奪取能力を持ち、FC東京U-18の主軸として中盤で攻守に活躍した。2011年にはトップチームのキャンプに参加し、その後も2種登録選手として帯同（2010年は登録のみ）。

### FC東京
2012年より正式にトップチームへ昇格。プロ初年度はリーグ戦4試合、ナビスコ杯2試合、天皇杯1試合にベンチ入りを果たすが試合出場は出来なかった。2013年は、安定したプレーとパスによる展開力 を身に付けるべく 主にセンターバックとして練習を重ねており、評価を高めつつあった。

### ロアッソ熊本
同年5月、出場機会を求めて、この年から始まった新たな移籍制度を利用し、ロアッソ熊本へ期限付き移籍。5月3日のJ2第12節水戸戦で、ボランチとして早速先発出場の機会を得ると、広範囲の守備意識 や攻守の切り替えの速さを発揮し、相手の攻撃の芽を摘む活躍で、早々にチームにフィット。シーズン途中からの3バック採用に伴い、ビルドアップに長けるセンターバックとしても起用された。この後、移籍期間をシーズン終了後まで延長。同年10月に中国・天津にて開催された東アジア大会に参加するU-20日本代表にも招集されていたが、負傷により帰国。同年11月初旬の熊本での練習中に再び負傷、左膝内側半月板断裂と診断され再建手術を受けた。移籍期間の再延長により、2014年も続けて熊本でプレー。ボランチでの出場を続けていたが、シーズン半ばよりDF矢野大輔に代わりセンターバックのレギュラーに据えられた。高いラインを保ち、奪いに行く守備を体現。同年のJ2で最多のタックル数を記録した。なお、Jリーグ・アンダー22選抜の招集リストに登録されていたものの実際に招集されることはなかった。

### FC東京復帰
2015年からFC東京へ復帰。第15節の松本戦でFW（実際は左MF）としてJ1リーグ戦に初先発・初出場し、初シュートが初得点となる初物尽くしの珍記録で 出場試合初勝利を飾った。その後は守備を固める逃げ切り要員として出場を続けていたが、終盤戦にはインサイドハーフのレギュラーに定着。優れたボール奪取能力と強靭なフィジカルを活かした思い切りの良い攻撃参加で好守に貢献した。
2016年は城福浩監督から「どこ（のポジション）でも高いレベルで出来る」と見込まれ 右サイドバックでの出場機会が増加。負傷者の続出するチームを支える貴重な存在として飛躍を遂げる一年となった。リーグ戦後の天皇杯4回戦・ホンダFC戦において右膝半月板を負傷し手術を受けた。
2017年は4月1日のサガン鳥栖戦で今季初得点を記録。7月8日、第18節の鹿島アントラーズ戦では2得点を決め連敗ストップに貢献した。
2018年は石川直宏の背負っていた背番号「18」を着用。5月5日、第13節の川崎フロンターレ戦では先制点を決め、これがクラブのJ1リーグ通算800点目となった。
2019年4月6日、第6節の清水エスパルス戦でJ1通算100試合を達成した。同年は自身初となるJリーグベストイレブンに選出された。

### FCロストフ
2020年7月9日、ロシア・プレミアリーグ・FCロストフへ完全移籍することが発表された。8月8日、第3節のFKタンボフ戦で初出場を果たした。8月24日、第4節のFCウファ戦では初先発で初ゴールも記録し、MOMに選出された。2021-22年シーズンに背番号を18へ変更した。

#### FCロストフとの契約停止期間の動向
2022年ロシアのウクライナ侵攻を受け、国際サッカー連盟（FIFA）は「ウクライナ侵攻の影響を受けたロシア・ウクライナクラブ所属の外国籍選手が所属クラブの合意なしで契約を一時的に停止できる」レギュレーションを制定した。2022年3月27日、このレギュレーションを用いてFCロストフとの契約を停止して日本へ帰国、ヴィッセル神戸へ加入した。

### ヴィッセル神戸
神戸では故障で離脱していたセルジ・サンペールに代わるアンカーとしてアンドレス・イニエスタ、山口蛍と中盤のトライアングルの一角を担い、リーグ戦9試合1得点の記録を残した。
同年7月1日には7月以降の神戸との契約延長を結んだが、その後セグンダ・ディビシオンのSDウエスカからオファーが舞い込み、わずか3週間後の2022年7月18日、ウエスカへの移籍が決定した。Jリーグ復帰から3か月半、EAFF E-1サッカー選手権2022後に再び海外リーグでプレーすることとなった。

### SDウエスカ
2022年8月3日、スペイン2部SDウエスカへの入団を発表。
2024年6月3日、契約満了でチーム退団した。

### SDエイバル
ウエスカ退団後、6月に田中裕介がプロデュースするサッカーイベントにゲスト講師として参加したが、イベント後の取材では引き続きスペインでのプレーを希望してると述べていた。
2024年8月29日、SDエイバルに1年契約で移籍。公式サイトのリリースでは契約条項を達成した場合オプションで契約が延長されると発表されている。

### FC東京
1月9日、SDエイバルより完全移籍加入することが発表された。

### 日本代表
2016年4月にはリオデジャネイロオリンピックを控えていたU-23日本代表候補合宿に初招集され、長身のボランチとして 攻守に果敢なプレーで アピールに成功。翌5月のガーナ代表戦及びオリンピック本大会招集選手の最終選考の場となった6月のキリンチャレンジカップ南アフリカ代表戦にも出場し、積極的な守備とユーティリティー性を評価された。人数制限 に対応しうる柔軟性や、 外国の大型選手に当たり負けないフィジカルの強さから 本大会選出を有力視されていたが、ACL出場のためにトゥーロン国際大会を回避したことや、既存メンバーの調和を重視した選考がなされたために 選外となった。
2019年3月、守田英正が負傷離脱したため、追加招集でキリンチャレンジカップ2019に臨む日本代表に初選出され、3月26日のボリビア戦にボランチとして初先発した。同年12月にはEAFF E-1サッカー選手権2019に出場する日本代表のメンバーに選出される 等以降日本代表に定着した。
2021年6月3日、予定されていたU-24日本代表とジャマイカ代表の試合が中止となり、急遽行われたA代表対U-24日本代表の試合で得点を挙げた。続く同月7日に行われたアジア2次予選・タジキスタン戦で国際Aマッチでの代表初ゴールを挙げた。
2022年7月13日、EAFF E-1サッカー選手権2022に臨む日本代表に選出され、代表復帰となった。

## 所属クラブ
- フナトアミーゴSC（現：アミーゴフットボールクラブ）[注 6]
- 2006年 - 2008年 FC東京U-15深川
- 2009年 - 2011年 FC東京U-18（東京都立板橋有徳高校→ウィザス高校）
  - 2010年 - 2011年  FC東京（2種登録選手）
- 2012年 - 2020年7月  FC東京
  - 2013年5月 - 2014年  ロアッソ熊本（期限付き移籍）
  - 2014年 - 2015年  Jリーグ・アンダー22選抜
- 2020年7月 - 2023年9月  FCロストフ
  - 2022年3月 - 2022年7月  ヴィッセル神戸
  - 2022年7月 - 2023年6月  SDウエスカ
- 2023年9月 - 2024年8月  SDウエスカ
- 2024年8月 - 2025年1月  SDエイバル
- 2025年 -  FC東京

## 個人成績
| 国内大会個人成績 | 国内大会個人成績 | 国内大会個人成績 | 国内大会個人成績 | 国内大会個人成績 | 国内大会個人成績 | 国内大会個人成績 | 国内大会個人成績 | 国内大会個人成績 | 国内大会個人成績 | 国内大会個人成績 | 国内大会個人成績 |
| 年度             | クラブ           | 背番号           | リーグ           | リーグ戦         | リーグ戦         | リーグ杯         | リーグ杯         | オープン杯       | オープン杯       | 期間通算         | 期間通算         |
| 年度             | クラブ           | 背番号           | リーグ           | 出場             | 得点             | 出場             | 得点             | 出場             | 得点             | 出場             | 得点             |
| 日本             | 日本             | 日本             | 日本             | リーグ戦         | リーグ戦         | リーグ杯         | リーグ杯         | 天皇杯           | 天皇杯           | 期間通算         | 期間通算         |
| ---------------- | ---------------- | ---------------- | ---------------- | ---------------- | ---------------- | ---------------- | ---------------- | ---------------- | ---------------- | ---------------- | ---------------- |
| 2012             | FC東京           | 37               | J1               | 0                | 0                | 0                | 0                | 0                | 0                | 0                | 0                |
| 2013             | FC東京           | 37               | J1               | 0                | 0                | 0                | 0                | -                | -                | 0                | 0                |
| 2013             | 熊本             | 38               | J2               | 21               | 0                | -                | -                | 1                | 0                | 22               | 0                |
| 2014             | 熊本             | 38               | J2               | 39               | 0                | -                | -                | 1                | 0                | 40               | 0                |
| 2015             | FC東京           | 37               | J1               | 13               | 1                | 4                | 0                | 2                | 1                | 19               | 2                |
| 2016             | FC東京           | 37               | J1               | 28               | 4                | 4                | 0                | 1                | 0                | 33               | 4                |
| 2017             | FC東京           | 37               | J1               | 26               | 5                | 6                | 1                | 0                | 0                | 27               | 6                |
| 2018             | FC東京           | 18               | J1               | 27               | 1                | 3                | 0                | 2                | 1                | 32               | 2                |
| 2019             | FC東京           | 18               | J1               | 34               | 3                | 2                | 0                | 2                | 0                | 38               | 3                |
| 2020             | FC東京           | 18               | J1               | 4                | 0                | -                | -                | -                | -                | 4                | 0                |
| ロシア           | ロシア           | ロシア           | ロシア           | リーグ戦         | リーグ戦         | ロシア杯         | ロシア杯         | オープン杯       | オープン杯       | 期間通算         | 期間通算         |
| 2020-21          | ロストフ         | 6                | プレミア         | 19               | 6                | 0                | 0                | -                | -                | 19               | 6                |
| 2021-22          | ロストフ         | 18               | プレミア         | 10               | 2                | -                | -                | -                | -                | 10               | 2                |
| 日本             | 日本             | 日本             | 日本             | リーグ戦         | リーグ戦         | リーグ杯         | リーグ杯         | 天皇杯           | 天皇杯           | 期間通算         | 期間通算         |
| 2022             | 神戸             | 15               | J1               | 9                | 1                | -                | -                | 1                | 0                | 10               | 1                |
| スペイン         | スペイン         | スペイン         | スペイン         | リーグ戦         | リーグ戦         | 国王杯           | 国王杯           | オープン杯       | オープン杯       | 期間通算         | 期間通算         |
| 2022-23          | ウエスカ         | 5                | セグンダ         | 33               | 0                | 0                | 0                | -                | -                | 33               | 0                |
| 2023-24          | ウエスカ         | 10               | セグンダ         | 31               | 2                | 2                | 0                | -                | -                | 33               | 2                |
| 2024-25          | エイバル         | 15               | セグンダ         | 7                | 0                | 1                | 0                | -                | -                | 8                | 0                |
| 日本             | 日本             | 日本             | 日本             | リーグ戦         | リーグ戦         | リーグ杯         | リーグ杯         | 天皇杯           | 天皇杯           | 期間通算         | 期間通算         |
| 2025             | FC東京           | 18               | J1               |                  |                  |                  |                  |                  |                  |                  |                  |
| 通算             | 日本             | 日本             | J1               | 141              | 15               | 19               | 1                | 8                | 2                | 168              | 18               |
| 通算             | 日本             | 日本             | J2               | 60               | 0                | -                | -                | 2                | 0                | 62               | 0                |
| 通算             | ロシア           | ロシア           | プレミア         | 29               | 8                | 0                | 0                | -                | -                | 29               | 8                |
| 通算             | スペイン         | スペイン         | セグンダ         | 71               | 2                | 3                | 0                | -                | -                | 74               | 2                |
| 総通算           | 総通算           | 総通算           | 総通算           | 301              | 25               | 22               | 1                | 10               | 2                | 333              | 28               |

- Jリーグ初出場 - 2013年5月3日 J2 第12節 対水戸ホーリーホック戦（うまスタ）
- Jリーグ初得点 - 2015年6月7日 J1 1st第15節 対松本山雅FC戦（アルウィン）[33]
- ロシア・プレミアリーグ初出場 - 2020年8月8日 対FKタンボフ戦（モルドヴィア・アリーナ）
- ロシア・プレミアリーグ初得点 - 2020年8月24日 対FCウファ戦（ネフチャニクスタジアム）

その他の公式戦
| 2015   | J-22   | -      | J3     | 2 | 0 | 2 | 0 |
| 2016   | F東23  | 37     | J3     | 1 | 0 | 1 | 0 |
| 2017   | F東23  | 37     | J3     | 2 | 1 | 2 | 1 |
| 通算   | 日本   | 日本   | J3     | 5 | 1 | 5 | 1 |
| 総通算 | 総通算 | 総通算 | 総通算 | 5 | 1 | 5 | 1 |

| 国際大会個人成績 | 国際大会個人成績 | 国際大会個人成績 | 国際大会個人成績 | 国際大会個人成績 |
| 年度             | クラブ           | 背番号           | 出場             | 得点             |
| AFC              | AFC              | AFC              | ACL              | ACL              |
| ---------------- | ---------------- | ---------------- | ---------------- | ---------------- |
| 2012             | FC東京           | 37               | 0                | 0                |
| 2016             | FC東京           | 37               | 6                | 0                |
| 2020             | FC東京           | 18               | 2                | 0                |
| 2022             | 神戸             | 15               | 0                | 0                |
| 通算             | AFC              | AFC              | 8                | 0                |

その他の国際大会
- 2016年
  - AFCチャンピオンズリーグ2016・プレーオフ 1試合0得点

## 代表・選抜歴

### 出場大会
- U-18Jリーグ選抜
  - 2011年 - NEXT GENERATION MATCH
- U-18日本代表
  - 2011年 - ダラスカップ (en) 
  - 2011年 - SBSカップ（2位）
  - 2011年 - AFC U-19選手権2012 (予選)
- U-19日本代表
  - 2012年 - 8 Nations International Cup (en) （4位）
  - 2012年 - AFC U-22アジアカップ2013 (予選)
  - 2012年 - SBSカップ（優勝）
  - 2012年 - AFC U-19選手権2012（ベスト8）
- U-20日本代表
  - 2013年 - 2013年東アジア競技大会（3位）
- U-22日本代表候補
  - 2015年 - AFC U-23選手権2016 (予選)（予備登録[70]）
- U-23日本代表
  - 2016年 - AFC U-23選手権2016（予備登録）[71]
  - 2016年 - キリンチャレンジカップ[72]
- 日本代表
  - 2019年 - キリンチャレンジカップ
  - 2019年 - 2022 FIFAワールドカップ・アジア予選
  - 2019年 - EAFF E-1サッカー選手権2019
  - 2022年 - EAFF E-1サッカー選手権2022

### 試合数
- 国際Aマッチ 15試合 1得点（2019年 - ）

| 日本代表 | 国際Aマッチ | 国際Aマッチ |
| 年       | 出場        | 得点        |
| -------- | ----------- | ----------- |
| 2019     | 7           | 0           |
| 2020     | 2           | 0           |
| 2021     | 4           | 1           |
| 2022     | 2           | 0           |
| 通算     | 15          | 1           |

### 出場
| No. | 開催日         | 開催都市     | スタジアム                           | 対戦国         | 結果  | 監督   | 大会                                                             |
| --- | -------------- | ------------ | ------------------------------------ | -------------- | ----- | ------ | ---------------------------------------------------------------- |
| 1.  | 2019年3月26日  | 神戸         | ノエビアスタジアム神戸               | ボリビア       | ○1-0  | 森保一 | キリンチャレンジカップ2019                                       |
| 2.  | 2019年6月9日   | 利府         | ひとめぼれスタジアム宮城             | エルサルバドル | ○2-0  | 森保一 | キリンチャレンジカップ2019                                       |
| 3.  | 2019年9月5日   | 鹿嶋         | 茨城県立カシマサッカースタジアム     | パラグアイ     | ○2-0  | 森保一 | キリンチャレンジカップ2019                                       |
| 4.  | 2019年9月10日  | ヤンゴン     | トゥウンナ・スタジアム               | ミャンマー     | ○2-0  | 森保一 | 2022 FIFAワールドカップ・アジア2次予選兼 AFCアジアカップ2023予選 |
| 5.  | 2019年10月15日 | ドゥシャンベ | ドゥシャンベ・セントラル・スタジアム | タジキスタン   | ○3-0  | 森保一 | 2022 FIFAワールドカップ・アジア2次予選兼 AFCアジアカップ2023予選 |
| 6.  | 2019年11月19日 | 吹田         | パナソニックスタジアム吹田           | ベネズエラ     | ●1-4  | 森保一 | キリンチャレンジカップ2019                                       |
| 7.  | 2019年12月10日 | 釜山         | 九徳総合運動場                       | 中国           | ○2-1  | 森保一 | EAFF E-1サッカー選手権2019                                       |
| 8.  | 2020年11月13日 | グラーツ     | メルクーア・アレーナ                 | パナマ         | ○1-0  | 森保一 | 国際親善試合                                                     |
| 9.  | 2020年11月17日 | グラーツ     | メルクーア・アレーナ                 | メキシコ       | ●0-2  | 森保一 | 国際親善試合                                                     |
| 10. | 2021年5月28日  | 千葉         | フクダ電子アリーナ                   | ミャンマー     | ○10-0 | 森保一 | 2022 FIFAワールドカップ・アジア2次予選兼 AFCアジアカップ2023予選 |
| 11. | 2021年6月7日   | 吹田         | パナソニックスタジアム吹田           | タジキスタン   | ○4-1  | 森保一 | 2022 FIFAワールドカップ・アジア2次予選兼 AFCアジアカップ2023予選 |
| 12. | 2021年6月11日  | 神戸         | ノエビアスタジアム神戸               | セルビア       | 〇1-0 | 森保一 | キリンチャレンジカップ2021                                       |
| 13. | 2021年6月15日  | 吹田         | パナソニックスタジアム吹田           | キルギス       | ○5-1  | 森保一 | 2022 FIFAワールドカップ・アジア2次予選兼 AFCアジアカップ2023予選 |
| 14. | 2022年7月24日  | 豊田         | 豊田スタジアム                       | 中国           | △0-0  | 森保一 | EAFF E-1サッカー選手権2022                                       |
| 15. | 2022年7月27日  | 豊田         | 豊田スタジアム                       | 韓国           | ○3-0  | 森保一 | EAFF E-1サッカー選手権2022                                       |

### ゴール
| #  | 開催日       | 開催都市 | スタジアム                 | 対戦国       | 結果 | 大会                                                             |
| -- | ------------ | -------- | -------------------------- | ------------ | ---- | ---------------------------------------------------------------- |
| 1. | 2021年6月7日 | 吹田     | パナソニックスタジアム吹田 | タジキスタン | ○4-1 | 2022 FIFAワールドカップ・アジア2次予選兼 AFCアジアカップ2023予選 |

## タイトル

### クラブ
FC東京U-15深川
- 高円宮杯全日本ユース(U-15)サッカー選手権大会（2008年）

FC東京U-18
- Jリーグユース選手権大会（2009年）
- 高円宮杯U-18サッカーリーグ プリンスリーグ関東（2009年、2010年）

FC東京
- Jリーグ ディビジョン2（2011年）
- 天皇杯全日本サッカー選手権大会（2011年）

### 代表
U-19日本代表
- SBSカップ（2012年）

日本代表
- EAFF E-1サッカー選手権（2022年）

### 個人
- Jリーグ・優秀選手賞（2019年）
- Jリーグ・ベストイレブン（2019年）